# Tygodnik Lokalny 7 Dni
Tygodnik Lokalny 7DNI – polski tygodnik społeczno-polityczny wydawany przez wydawnictwo założone w 2002 przez Leszka Stańskiego. Ukazuje się od stycznia 2007 w Kędzierzynie-Koźlu i powiecie kędzierzyńsko-kozielskim.